# Contea di Coshocton
La contea di Coshocton (in inglese Coshocton County) è una contea dello Stato dell'Ohio, negli Stati Uniti. La popolazione al censimento del 2000 era di 36 655 abitanti. Il capoluogo di contea è Coshocton.